# Valuta debole
Con il termine valuta debole, in economia, si indica un tipo di valuta il cui valore può deprezzarsi rapidamente o che è difficile da convertire in altre valute. In generale una valuta debole è meno desiderata dagli utilizzatori rispetto ad una forte. La valuta debole può essere in forma cartacea, elettronica o di titoli rappresentativi di debito che in passato sono stati usati al posto della valuta forte.
Poiché in generale la moneta cattiva (usata come mezzo di pagamento) scaccia quella buona (usata come bene rifugio), governi, banche private e altri emittenti di moneta hanno sostituito la valuta forte con quella debole ogni volta che ne hanno avuto la possibilità. Tale comportamento è comunemente noto come legge di Gresham.